# 마리사 산니아
마리사 산니아(Marisa Sannia, 1947.02.15~2008.04.14)는 이탈리아 여성 가수이다. 1968년 산레모가요제에서 2위를 하면서 명성을 얻기 시작하였다. 한국인에서 크게 유행했던  대표곡은 카사 비앙카이다.